# Gazeta Lwowska (1811–1939)
Die Gazeta Lwowska (Lemberger Zeitung) war eine polnische Tageszeitung, die von 1811 bis 1939 in Lemberg herausgegeben wurde. Von 1811 bis 1848 erschien sie zweimal in der Woche.
Sie war bis 1918 das offizielle Presseorgan im österreichischen Teilungsgebiet. Ab 1874 wurde die Zeitung durch die  monatliche Beilage Przewodnik Naukowy i Literacki ergänzt. Nach 1918 verlor sie ihre überregionale Bedeutung.
Redakteure waren unter anderem Adam Krechowiecki und Władysław Łoziński.